# Nukusavalevale
Nukusavalevale é uma ilha do atol de Funafuti, de Tuvalu.